# Cemet
Cemet S.A. – polskie przedsiębiorstwo transportowe świadczące usługi dla przemysłu cementowego, wapienniczego i energetycznego.

## Historia
Firma powstała w 1958 roku jako Przedsiębiorstwo Transportowo-Spedycyjne Przemysłu Cementowego w Warszawie, a jego celowym zadaniem był przewóz sproszkowanych materiałów budowlanych wyprodukowanych przez największe polskie zakłady przemysłu wapienniczego i cementownie.
W 1992 roku dokonano restrukturyzacji i przekształcenia przedsiębiorstwa państwowego w spółkę skarbu państwa. W 1995 roku akcje firmy Cemet zostały wniesione do XI Narodowego Funduszu Inwestycyjnego. W 1999 roku nastąpiła prywatyzacja przedsiębiorstwa, a większościowy pakiet akcji znalazł się w rękach inwestorów zagranicznych.
W 2001 roku po zmianach właścicielskich firma przyjęła obecną nazwę i formę prawną spółki akcyjnej.

## Charakterystyka
Firma zajmuje się świadczeniem usług logistycznych i organizacji transportu materiałów sypkich: cementu, wapna hydratyzowanego, wapna palonego mielonego, mączki wapiennej, sorbentu, gipsu, kredy, popiołów, piasku suchego. Organizuje przewozy dla największych w Polsce zakładów branży cementowej i wapienniczej, a także dla elektrowni i elektrociepłowni. Ponadto specjalizuje się w obsłudze zakładowych bocznic kolejowych i spedycją materiałów budowlanych.
Głównymi klientami spółki są: Cementownia Nowiny, Cementownia Odra, Cementownia Warta, Kopalnia Wapienia Czatkowice, a także międzynarodowe koncerny HeidelbergCement i Lafarge.
Przedsiębiorstwo Cemet współpracuje z grupą logistyczną PKP Cargo.

## Bocznice kolejowe obsługiwane przez Cemet
- Bocznica kolejowa cementowni Górażdże
- Bocznica kolejowa cementowni Kujawy
- Bocznica kolejowa cementowni Małogoszcz
- Bocznica kolejowa cementowni Ożarów
- Bocznica kolejowa cementowni Rejowiec
- Bocznica kolejowa Ekocem – Dąbrowa Górnicza
- Bocznica kolejowa Zakładu Górniczego Kujawy
- Bocznica kolejowa Kujawy Wapno
- Bocznica kolejowa Janikowskich Zakładów Sodowych Janiksoda – punkt rozładunkowy kamienia wapiennego K-1

## Literatura
- Jacek Chiżyński: Atlas przewoźników kolejowych Polski 2011. Rybnik: Eurosprinter, 2011, s. 20–21. ISBN 978-83-931006-5-1.